# Championnat de Formule 2 2020
Navigation
2019 2021
Le championnat de Formule 2 2020 est la quatrième édition du championnat qui succède aux GP2 Series. Les quatre premières éditions ont été organisées de 2009 à 2012. Comportant 24 courses réparties en 12 manches, il démarre le 4 juillet à Spielberg et se termine le 6 décembre à Sakhir.

## Repères en début de saison

### Transferts
- Giuliano Alesi quitte Trident pour BWT HWA Racelab ;
- Louis Delétraz quitte Carlin pour Charouz Racing System ;
- Sean Gelael quitte Prema Racing pour DAMS ;
- Nikita Mazepin quitte ART Grand Prix pour Hitech Grand Prix ;
- Luca Ghiotto quitte UNI-Virtuosi Racing pour Hitech Grand Prix ;
- Nobuharu Matsushita quitte Carlin pour MP Motorsport ;
- Marino Sato quitte Campos pour Trident ;
- Callum Ilott quitte Sauber Junior Team by Charouz pour UNI-Virtuosi Racing.

### Débutants
- Marcus Armstrong fait ses débuts chez ART Grand Prix ;
- Christian Lundgaard (1 meeting en 2019) fait ses débuts chez ART Grand Prix ;
- Guilherme Samaia fait ses débuts chez Campos Racing ;
- Yuki Tsunoda fait ses débuts chez Carlin ;
- Jehan Daruvala fait ses débuts chez Carlin ;
- Pedro Piquet fait ses débuts chez Charouz Racing System ;
- Dan Ticktum (1 meeting en 2018) fait ses débuts chez DAMS ;
- Felipe Drugovich fait ses débuts chez MP Motorsport ;
- Robert Shwartzman fait ses débuts chez Prema Racing.
- Jüri Vips fait ses débuts chez DAMS à partir de la septième épreuve à Spa-Francorchamps, pour remplacer Sean Gelael, blessé lors de la manche précédente.
- Jake Hughes fait ses débuts chez BWT HWA Racelab à partir de la dixième épreuve à Sotchi, pour remplacer Giuliano Alesi, transféré chez MP Motorsport ;
- Théo Pourchaire fait ses débuts à partir de la onzième épreuve à Sakhir, pour remplacer Jake Hughes chez BWT HWA Racelab.

### Retours
- Artem Markelov (116 courses, 9 victoires) revient en tant que titulaire chez BWT HWA Racelab ;
- Roy Nissany (20 courses, 1 point en 2018) pilote pour Trident ;
- Ralph Boschung remplace Jack Aitken, parti en Formule 1 chez Williams F1 Team, pour la manche de Sakhir avec Campos Racing.

### Écuries
- BWT Arden devient BWT HWA Racelab, filiale de Mercedes-AMG ;
- Sauber Junior Team by Charouz redevient Charouz Racing System après la séparation des deux entités ;
- Hitech Grand Prix, déjà présente en Formule 3, fait ses débuts en Formule 2.

## Écuries et pilotes
Toutes les écuries disposent de châssis Dallara F2/18 équipés de moteurs Mecachrome V6 et chaussés de pneumatiques Pirelli 18 pouces, contre 13 pouces les années précédentes.
En hommage à Anthoine Hubert, décédé dans un accident sur le circuit de Spa-Francorchamps en 2019, le no 19 est retiré par la FIA. Les numéros des pilotes passent donc de 17 à 20, le no 18 étant également retiré.
| Équipe                | N° | Pilote              | Manches    |
| --------------------- | -- | ------------------- | ---------- |
| DAMS                  | 1  | Sean Gelael         | 1-6, 11-12 |
| DAMS                  | 1  | Jüri Vips           | 7-10       |
| DAMS                  | 2  | Dan Ticktum         | Toutes     |
| UNI-Virtuosi Racing   | 3  | Zhou Guanyu         | Toutes     |
| UNI-Virtuosi Racing   | 4  | Callum Ilott        | Toutes     |
| ART Grand Prix        | 5  | Marcus Armstrong    | Toutes     |
| ART Grand Prix        | 6  | Christian Lundgaard | Toutes     |
| Carlin                | 7  | Yuki Tsunoda        | Toutes     |
| Carlin                | 8  | Jehan Daruvala      | Toutes     |
| Campos Racing         | 9  | Jack Aitken         | 1-11       |
| Campos Racing         | 9  | Ralph Boschung      | 12         |
| Campos Racing         | 10 | Guilherme Samaia    | Toutes     |
| Charouz Racing System | 11 | Louis Delétraz      | Toutes     |
| Charouz Racing System | 12 | Pedro Piquet        | Toutes     |
| MP Motorsport         | 14 | Nobuharu Matsushita | 1-9        |
| MP Motorsport         | 14 | Giuliano Alesi      | 10-12      |
| MP Motorsport         | 15 | Felipe Drugovich    | Toutes     |
| BWT HWA Racelab       | 16 | Artem Markelov      | Toutes     |
| BWT HWA Racelab       | 17 | Giuliano Alesi      | 1-9        |
| BWT HWA Racelab       | 17 | Jake Hughes         | 10         |
| BWT HWA Racelab       | 17 | Théo Pourchaire     | 11-12      |
| Prema Racing          | 20 | Mick Schumacher     | Toutes     |
| Prema Racing          | 21 | Robert Shwartzman   | Toutes     |
| Trident               | 22 | Roy Nissany         | Toutes     |
| Trident               | 23 | Marino Sato         | Toutes     |
| Hitech Grand Prix     | 24 | Nikita Mazepin      | Toutes     |
| Hitech Grand Prix     | 25 | Luca Ghiotto        | Toutes     |

## Résultats des tests de pré-saison
| Date     | Lieu            | Circuit                         | Pilote le plus rapide | Équipe                | Tour le plus rapide |
| -------- | --------------- | ------------------------------- | --------------------- | --------------------- | ------------------- |
| 1er mars | Sakhir, Bahrein | Circuit international de Sakhir | Pedro Piquet          | Charouz Racing System | 1 min 41 s 877      |
| 2 mars   | Sakhir, Bahrein | Circuit international de Sakhir | Jehan Daruvala        | Carlin                | 1 min 41 s 260      |
| 3 mars   | Sakhir, Bahrein | Circuit international de Sakhir | Luca Ghiotto          | Hitech Grand Prix     | 1 min 41 s 252      |

## Calendrier
Tout comme le calendrier de la Formule 1, le calendrier de la Formule 2 est largement chamboulé à cause de la pandémie de Covid-19. Les premières manches de la saison, prévues à Sakhir, Zandvoort, Barcelone, Monaco et Bakou, sont dans un premier temps reportées. Par la suite, les manches de Zandvoort, Monaco et Bakou sont officiellement annulées.
Le 2 juin, la direction de la Formule 1 annonce les huit premières courses de la saison, en Europe et sur six circuits à huis clos, avec deux épreuves en Autriche pour commencer, ainsi que deux autres en Grande-Bretagne. Le circuit de Spielberg accueille le Grand Prix d'Autriche le 5 juillet et le Grand Prix de Styrie une semaine plus tard. Silverstone sera le théâtre du Grand Prix de Grande-Bretagne le 2 août puis du Grand Prix du 70e anniversaire, le 9 août. Le 10 juillet, la FIA officialise le Grand Prix de Toscane qui aura lieu au circuit du Mugello en Italie. Le 29 juillet, la FIA annonce que la F2 se rendra à Sotchi pour la 10e manche. Le 25 août, la FIA annonce que les deux dernières épreuves de la F2 se tiendront à Sakhir.
| Manche | Manche | Date         | Événement                         | Circuit                         | Lieu              | Pays        |
| ------ | ------ | ------------ | --------------------------------- | ------------------------------- | ----------------- | ----------- |
| 1      | C      | 4 juillet    | F1 Grand Prix d'Autriche          | Red Bull Ring                   | Spielberg         | Autriche    |
| 1      | S      | 5 juillet    | F1 Grand Prix d'Autriche          | Red Bull Ring                   | Spielberg         | Autriche    |
| 2      | C      | 11 juillet   | F1 Grand Prix de Styrie           | Red Bull Ring                   | Spielberg         | Autriche    |
| 2      | S      | 12 juillet   | F1 Grand Prix de Styrie           | Red Bull Ring                   | Spielberg         | Autriche    |
| 3      | C      | 18 juillet   | F1 Grand Prix de Hongrie          | Hungaroring                     | Budapest          | Hongrie     |
| 3      | S      | 19 juillet   | F1 Grand Prix de Hongrie          | Hungaroring                     | Budapest          | Hongrie     |
| 4      | C      | 1er août     | F1 Grand Prix de Grande-Bretagne  | Circuit de Silverstone          | Silverstone       | Royaume-Uni |
| 4      | S      | 2 août       | F1 Grand Prix de Grande-Bretagne  | Circuit de Silverstone          | Silverstone       | Royaume-Uni |
| 5      | C      | 8 août       | F1 Grand Prix du 70e anniversaire | Circuit de Silverstone          | Silverstone       | Royaume-Uni |
| 5      | S      | 9 août       | F1 Grand Prix du 70e anniversaire | Circuit de Silverstone          | Silverstone       | Royaume-Uni |
| 6      | C      | 15 août      | F1 Grand Prix d'Espagne           | Circuit de Catalunya            | Barcelone         | Espagne     |
| 6      | S      | 16 août      | F1 Grand Prix d'Espagne           | Circuit de Catalunya            | Barcelone         | Espagne     |
| 7      | C      | 29 août      | F1 Grand Prix de Belgique         | Circuit de Spa-Francorchamps    | Spa-Francorchamps | Belgique    |
| 7      | S      | 30 août      | F1 Grand Prix de Belgique         | Circuit de Spa-Francorchamps    | Spa-Francorchamps | Belgique    |
| 8      | C      | 5 septembre  | F1 Grand Prix d'Italie            | Autodromo Nazionale di Monza    | Monza             | Italie      |
| 8      | S      | 6 septembre  | F1 Grand Prix d'Italie            | Autodromo Nazionale di Monza    | Monza             | Italie      |
| 9      | C      | 12 septembre | F1 Grand Prix de Toscane          | Circuit du Mugello              | Mugello           | Italie      |
| 9      | S      | 13 septembre | F1 Grand Prix de Toscane          | Circuit du Mugello              | Mugello           | Italie      |
| 10     | C      | 26 septembre | F1 Grand Prix de Russie           | Autodrome de Sotchi             | Sotchi            | Russie      |
| 10     | S      | 27 septembre | F1 Grand Prix de Russie           | Autodrome de Sotchi             | Sotchi            | Russie      |
| 11     | C      | 28 novembre  | F1 Grand Prix de Bahreïn          | Circuit international de Sakhir | Sakhir            | Bahreïn     |
| 11     | S      | 29 novembre  | F1 Grand Prix de Bahreïn          | Circuit international de Sakhir | Sakhir            | Bahreïn     |
| 12     | C      | 5 décembre   | F1 Grand Prix de Sakhir           | Circuit international de Sakhir | Sakhir            | Bahreïn     |
| 12     | S      | 6 décembre   | F1 Grand Prix de Sakhir           | Circuit international de Sakhir | Sakhir            | Bahreïn     |

| no | Date            | Grand Prix                    | Lieu              |
| -- | --------------- | ----------------------------- | ----------------- |
| 1  | 21-22 mars      | Grand Prix de Bahreïn         | Sakhir            |
| 2  | 2-3 mai         | Grand Prix des Pays-Bas       | Zandvoort         |
| 3  | 9-10 mai        | Grand Prix d'Espagne          | Barcelone         |
| 4  | 22-24 mai       | Grand Prix de Monaco          | Monaco            |
| 5  | 6-7 juin        | Grand Prix d'Azerbaïdjan      | Bakou             |
| 6  | 4-5 juillet     | Grand Prix d'Autriche         | Spielberg         |
| 7  | 18-19 juillet   | Grand Prix de Grande-Bretagne | Silverstone       |
| 8  | 1-2 août        | Grand Prix de Hongrie         | Budapest          |
| 9  | 29-30 août      | Grand Prix de Belgique        | Spa-Francorchamps |
| 10 | 5-6 septembre   | Grand Prix d'Italie           | Monza             |
| 11 | 26-27 septembre | Grand Prix de Russie          | Sotchi            |
| 12 | 28-29 novembre  | Grand Prix d'Abou Dabi        | Yas Marina        |

## Résultats
| Manche | Manche | Circuit           | Pole position       | Meilleur tour       | Pilote vainqueur    | Écurie gagnante     |
| ------ | ------ | ----------------- | ------------------- | ------------------- | ------------------- | ------------------- |
| 1      | C      | Red Bull Ring     | Zhou Guanyu         | Zhou Guanyu         | Callum Ilott        | UNI-Virtuosi Racing |
| 1      | S      | Red Bull Ring     |                     | Felipe Drugovich    | Felipe Drugovich    | MP Motorsport       |
| 2      | C      | Red Bull Ring     | Yuki Tsunoda        | Roy Nissany         | Robert Shwartzman   | Prema Racing        |
| 2      | S      | Red Bull Ring     |                     | Roy Nissany         | Christian Lundgaard | ART Grand Prix      |
| 3      | C      | Hungaroring       | Callum Ilott        | Nikita Mazepin      | Robert Shwartzman   | Prema Racing        |
| 3      | S      | Hungaroring       |                     | Zhou Guanyu         | Luca Ghiotto        | Hitech Grand Prix   |
| 4      | C      | Silverstone       | Felipe Drugovich    | Zhou Guanyu         | Nikita Mazepin      | Hitech Grand Prix   |
| 4      | S      | Silverstone       |                     | Christian Lundgaard | Dan Ticktum         | DAMS                |
| 5      | C      | Silverstone       | Callum Ilott        | Jehan Daruvala      | Callum Ilott        | UNI-Virtuosi Racing |
| 5      | S      | Silverstone       |                     | Christian Lundgaard | Yuki Tsunoda        | Carlin              |
| 6      | C      | Barcelone         | Callum Ilott        | Nobuharu Matsushita | Nobuharu Matsushita | MP Motorsport       |
| 6      | S      | Barcelone         |                     | Giuliano Alesi      | Felipe Drugovich    | MP Motorsport       |
| 7      | C      | Spa-Francorchamps | Yuki Tsunoda        | Robert Shwartzman   | Yuki Tsunoda        | Carlin Motorsport   |
| 7      | S      | Spa-Francorchamps |                     | Jack Aitken         | Robert Shwartzman   | Prema Racing        |
| 8      | C      | Monza             | Callum Ilott        | Luca Ghiotto        | Mick Schumacher     | Prema Racing        |
| 8      | S      | Monza             |                     | Yuki Tsunoda        | Callum Ilott        | UNI-Virtuosi Racing |
| 9      | C      | Mugello           | Christian Lundgaard | Zhou Guanyu         | Nikita Mazepin      | Hitech Grand Prix   |
| 9      | S      | Mugello           |                     | Dan Ticktum         | Christian Lundgaard | ART Grand Prix      |
| 10     | C      | Sotchi            | Yuki Tsunoda        | Louis Delétraz      | Mick Schumacher     | Prema Racing        |
| 10     | S      | Sotchi            |                     | Nikita Mazepin      | Zhou Guanyu         | UNI-Virtuosi Racing |
| 11     | C      | Sakhir            | Callum Ilott        | Luca Ghiotto        | Felipe Drugovich    | MP Motorsport       |
| 11     | S      | Sakhir            |                     | Louis Delétraz      | Robert Shwartzman   | Prema Racing        |
| 12     | C      | Sakhir            | Yuki Tsunoda        | Mick Schumacher     | Yuki Tsunoda        | Carlin Motorsport   |
| 12     | S      | Sakhir            |                     | Mick Schumacher     | Jehan Daruvala      | Carlin Motorsport   |

## Classements
Système de points
Les points de la course principale sont attribués aux 10 premiers pilotes classés, tandis que les points de la course sprint sont attribués aux 8 premiers pilotes classés. La pole position de la course principale rapporte 4 points, et dans chaque course, 2 points sont attribués pour le meilleur tour en course réalisé par un pilote finissant dans le top 10. Ce système d'attribution des points est utilisé pour chaque manche du championnat.
Course principale :
| Position | 1er | 2e | 3e | 4e | 5e | 6e | 7e | 8e | 9e | 10e | Pole | MT |
| Points   | 25  | 18 | 15 | 12 | 10 | 8  | 6  | 4  | 2  | 1   | 4    | 2  |

Course sprint :
| Position | 1er | 2e | 3e | 4e | 5e | 6e | 7e | 8e | MT |
| Points   | 15  | 12 | 10 | 8  | 6  | 4  | 2  | 1  | 2  |

### Classement des pilotes
| Pos. | Pilote              | AUT  | AUT  | STY | STY  | HON  | HON | GBR  | GBR  | 70   | 70  | ESP  | ESP | BEL  | BEL  | ITA | ITA  | TOS  | TOS  | RUS  | RUS  | BAH | BAH  | SAK | SAK  | Points |
| ---- | ------------------- | ---- | ---- | --- | ---- | ---- | --- | ---- | ---- | ---- | --- | ---- | --- | ---- | ---- | --- | ---- | ---- | ---- | ---- | ---- | --- | ---- | --- | ---- | ------ |
| 1    | Mick Schumacher     | 11   | 7    | 4   | Abd. | 3    | 3   | 9    | 14   | 7    | 2   | 6    | 3   | 3    | 2    | 1   | 3    | 5    | 4    | 1    | 3    | 4   | 7    | 7   | 18   | 213    |
| 2    | Callum Ilott        | 1    | 9    | 5   | 5    | 8    | 2   | 5    | Abd. | 1    | 6   | 5    | 8   | 10   | Abd. | 6   | 1    | 12   | 6    | 3    | 7    | 2   | 16   | 5   | 10   | 201    |
| 3    | Yuki Tsunoda        | 18   | 11   | 2   | Abd. | 16   | 18  | 3    | Abd. | 6    | 1   | 4    | 4   | 1    | 9    | 4   | Abd. | 16   | 19   | 2    | 6    | 6   | 15   | 1   | 2    | 200    |
| 4    | Robert Shwartzman   | 3    | 4    | 1   | Abd. | 1    | 4   | 14   | 13   | 8    | 13  | 2    | 13  | 5    | 1    | 9   | 5    | Abd. | 9    | 11   | 10   | 8   | 1    | 3   | 5    | 180    |
| 5    | Nikita Mazepin      | 14   | 10   | 14  | 8    | 2    | 5   | 1    | 5    | 4    | 8   | 13   | 6   | 2    | 4    | Nc. | 8    | 1    | 18   | 7    | 2    | 5   | 2    | 11  | 9    | 162    |
| 6    | Zhou Guanyu         | 17   | 14   | 3   | 4    | 10   | 8   | 2    | 9    | 9    | 5   | 3    | 14  | 7    | 3    | 5   | Abd. | Abd. | 5    | 8    | 1    | 14  | 5    | 2   | 4    | 151,5  |
| 7    | Christian Lundgaard | 4    | 5    | 6   | 1    | Abd. | 13  | 4    | 2    | 2    | 21  | 11   | 11  | 17   | 7    | 3   | 2    | 6    | 1    | Abd. | 13   | 19  | 6    | 21  | 12   | 149    |
| 8    | Louis Delétraz      | 7    | 2    | 19  | 12   | 7    | 6   | 6    | 3    | 5    | 4   | 10   | 9   | 4    | 6    | 8   | 4    | 3    | 2    | 18   | 17   | 16  | 3    | 12  | 13   | 134    |
| 9    | Felipe Drugovich    | 8    | 1    | 13  | 13   | 5    | 16  | 7    | 6    | 10   | 12  | 7    | 1   | Dsq. | 13   | 16  | Abd. | 4    | 15   | Abd. | 20   | 1   | 8    | 4   | 8    | 118    |
| 10   | Luca Ghiotto        | Np.  | Abd. | 11  | 10   | 4    | 1   | 17   | 19*  | 13   | 10  | 8    | 2   | 9    | 5    | 2   | 15   | 2    | Abd. | 4    | 5*   | 12  | Abd. | 16  | 7    | 106    |
| 11   | Dan Ticktum         | 5    | 3    | 8   | 2    | 9    | Nc. | 8    | 1    | 15   | 7   | 9    | 10  | 6    | 10   | 7   | Dsq. | 17   | 17   | 10   | 8    | 9   | 12   | 8   | 3    | 96,5   |
| 12   | Jehan Daruvala      | 12   | 16   | 12  | 9    | 6    | 7   | 12   | 4    | 12   | 9   | 17   | 17  | 19   | 16   | 10  | 6    | 10   | 7    | 5    | 11   | 3   | Abd. | 6   | 1    | 74     |
| 13   | Marcus Armstrong    | 2    | Abd. | 7   | 3    | Abd. | 9   | 16   | 10   | 14   | 14  | Abd. | 15  | 15   | Abd. | 14  | 18   | 9    | 14   | 9    | 14   | 7   | 4    | 10  | 14   | 53     |
| 14   | Jack Aitken         | 15   | 8    | 9   | 6    | 13   | 19  | 13   | 8    | 3    | 3   | 18*  | 18  | 13   | 17   | 13  | 7    | Abd. | 13   | 6    | 4*   | 10  | 17*  |     |      | 48     |
| 15   | Nobuharu Matsushita | 9    | 6    | 17  | 11   | 12   | 11  | 10   | 7    | 11   | 18  | 1    | 5   | Abd. | Np.  | 15  | 11   | 11   | 14   |      |      |     |      |     |      | 42     |
| 16   | Jüri Vips           |      |      |     |      |      |     |      |      |      |     |      |     | 11   | 11   | 11  | 9    | 7    | 3    | Abd. | 18   |     |      |     |      | 16     |
| 17   | Giuliano Alesi      | 6    | Abd. | 21  | 15   | 11   | 10  | 19   | 18   | 16   | 20  | Abd. | 19  | 18   | 14   | 18  | 12   | Abd. | Abd. | 14   | 16   | 17  | 13   | 15  | 6    | 12     |
| 18   | Artem Markelov      | Abd. | 18   | Np. | 16   | Abd. | 14  | 18   | 11   | 19   | 11  | 12   | 16  | 16   | 8    | 17  | 16   | 8    | 20   | 15   | 12   | 22  | 10   | 13  | 20   | 5      |
| 19   | Roy Nissany         | 10   | 12   | 15  | 18   | Abd. | 17  | Abd. | 16   | 18   | 15  | Abd. | 12  | 8    | Abd. | 19  | 10   | 15   | 10   | Abd. | 19   | 15  | 9    | 20  | 15   | 5      |
| 20   | Pedro Piquet        | 13   | 13   | 18  | 14   | 14   | 15  | 11   | 17   | 21   | 16  | 14   | 7   | 12   | 12   | 12  | 17   | 13   | 12   | 17   | 9    | 11  | 19*  | 9   | 11   | 4      |
| 21   | Sean Gelael         | Abd. | Abd. | 10  | 7    | 17   | 12  | 15   | Abd. | Abd. | Np. | 19*  | Np. |      |      |     |      |      |      |      |      | 13  | 14   | 19  | 17   | 3      |
| 22   | Marino Sato         | Abd. | 17   | 16  | Abd. | Abd. | 20  | 20   | 12   | 17   | 17  | 15   | 21  | 14   | Abd. | 20  | 13   | 14   | 8    | 13   | 15   | 20  | 11   | 17  | 16   | 1      |
| 23   | Jake Hughes         |      |      |     |      |      |     |      |      |      |     |      |     |      |      |     |      |      |      | 12   | Abd. |     |      |     |      | 0      |
| 24   | Guilherme Samaia    | 16   | 15   | 20  | 17   | 15   | 21  | 21   | 15   | 20   | 19  | 16   | 20  | Abd. | 15   | 21  | 14   | 18   | 16   | 16   | Abd. | 21  | 18*  | 22  | 19   | 0      |
| 25   | Ralph Boschung      |      |      |     |      |      |     |      |      |      |     |      |     |      |      |     |      |      |      |      |      |     |      | 14  | Abd. | 0      |
| 26   | Théo Pourchaire     |      |      |     |      |      |     |      |      |      |     |      |     |      |      |     |      |      |      |      |      | 18  | Abd. | 18  | 21   | 0      |
| Pos. | Pilote              | AUT  | AUT  | STY | STY  | HON  | HON | GBR  | GBR  | 70   | 70  | ESP  | ESP | BEL  | BEL  | ITA | ITA  | TOS  | TOS  | RUS  | RUS  | BAH | BAH  | SAK | SAK  | Points |

| Couleur  | Résultat                                                                                         |
| -------- | ------------------------------------------------------------------------------------------------ |
| Or       | Vainqueur                                                                                        |
| Argent   | 2e place                                                                                         |
| Bronze   | 3e place                                                                                         |
| Vert     | Classé dans les points                                                                           |
| Bleu     | Classé hors des points Non classé (Nc.)                                                          |
| Violet   | Abandon (Abd.)                                                                                   |
| Rouge    | Non qualifié (Nq.) Non pré-qualifié (Npq.)                                                       |
| Noir     | Disqualifié (Dsq.)                                                                               |
| Blanc    | Non partant (Np.) Forfait (Forf.) Suspendu (Susp.) Course annulée (A.)                           |
| Gras     | Pole position                                                                                    |
| Italique | Meilleur tour en course                                                                          |
| *        | Le pilote a abandonné mais est classé pour avoir parcouru plus de 90 % de la distance de course. |
| +        | Résultat en course Sprint (si arrivée dans les points).                                          |

### Classement des écuries
| Pos. | Écurie                | No. | AUT  | AUT  | STY | STY  | HON  | HON | GBR  | GBR  | 70   | 70  | ESP  | ESP | BEL  | BEL  | ITA | ITA  | TOS  | TOS  | RUS  | RUS  | BAH | BAH  | SAK | SAK  | Points |
| ---- | --------------------- | --- | ---- | ---- | --- | ---- | ---- | --- | ---- | ---- | ---- | --- | ---- | --- | ---- | ---- | --- | ---- | ---- | ---- | ---- | ---- | --- | ---- | --- | ---- | ------ |
| 1    | Prema Racing          | 20  | 11   | 7    | 4   | Abd. | 3    | 3   | 9    | 14   | 7    | 2   | 6    | 3   | 3    | 2    | 1   | 3    | 5    | 4    | 1    | 3    | 4   | 7    | 7   | 18   | 393    |
| 1    | Prema Racing          | 21  | 3    | 4    | 1   | Abd. | 1    | 4   | 14   | 13   | 8    | 13  | 2    | 13  | 5    | 1    | 9   | 5    | Abd. | 9    | 11   | 11   | 8   | 1    | 3   | 5    | 393    |
| 2    | UNI-Virtuosi Racing   | 3   | 17   | 14   | 3   | 4    | 10   | 8   | 2    | 9    | 9    | 5   | 3    | 14  | 7    | 3    | 5   | Abd. | Abd. | 5    | 8    | 1    | 14  | 5    | 2   | 4    | 352,5  |
| 2    | UNI-Virtuosi Racing   | 4   | 1    | 9    | 5   | 5    | 8    | 2   | 5    | Abd. | 1    | 6   | 5    | 8   | 10   | Abd. | 6   | 1    | 12   | 6    | 3    | 7    | 2   | 16   | 5   | 10   | 352,5  |
| 3    | Carlin                | 7   | 18   | 11   | 2   | Abd. | 16   | 18  | 3    | Abd. | 6    | 1   | 4    | 4   | 1    | 9    | 4   | Abd. | 16   | 19   | 2    | 6    | 6   | 15   | 1   | 2    | 274    |
| 3    | Carlin                | 8   | 12   | 16   | 12  | 9    | 6    | 7   | 12   | 4    | 12   | 9   | 17   | 17  | 19   | 16   | 10  | 6    | 10   | 7    | 5    | 11   | 3   | Abd. | 6   | 1    | 274    |
| 4    | Hitech Grand Prix     | 24  | 14   | 10   | 14  | 8    | 2    | 5   | 1    | 5    | 4    | 8   | 13   | 6   | 2    | 4    | Nc. | 8    | 1    | 18   | 7    | 2    | 5   | 2    | 11  | 9    | 268    |
| 4    | Hitech Grand Prix     | 25  | Np.  | Abd. | 11  | 10   | 4    | 1   | 17   | 19*  | 13   | 10  | 8    | 2   | 9    | 5    | 2   | 15   | 2    | Abd. | 4    | 5*   | 12  | Abd. | 16  | 7    | 268    |
| 5    | ART Grand Prix        | 5   | 2    | Abd. | 7   | 3    | Abd. | 9   | 16   | 10   | 14   | 14  | Abd. | 15  | 15   | Abd. | 14  | 18   | 9    | 11   | 9    | 14   | 7   | 4    | 10  | 14   | 202    |
| 5    | ART Grand Prix        | 6   | 4    | 5    | 6   | 1    | Abd. | 13  | 4    | 2    | 2    | 21  | 11   | 11  | 17   | 7    | 3   | 2    | 6    | 1    | Abd. | 13   | 19  | 6    | 21  | 12   | 202    |
| 6    | MP Motorsport         | 14  | 8    | 6    | 17  | 11   | 12   | 11  | 10   | 7    | 11   | 18  | 1    | 5   | Abd. | Np.  | 15  | 11   | 11   | 14   | 14   | 16   | 17  | 13   | 15  | 6    | 164    |
| 6    | MP Motorsport         | 15  | 8    | 1    | 13  | 13   | 5    | 16  | 7    | 6    | 10   | 12  | 7    | 1   | Dsq. | 13   | 16  | Abd. | 4    | 15   | Abd. | 20   | 1   | 8    | 4   | 8    | 164    |
| 7    | Charouz Racing System | 11  | 7    | 2    | 19  | 12   | 7    | 6   | 6    | 3    | 5    | 4   | 10   | 9   | 4    | 6    | 8   | 4    | 3    | 2    | 18   | 17   | 16  | 3    | 12  | 13   | 138    |
| 7    | Charouz Racing System | 12  | 13   | 13   | 18  | 14   | 14   | 15  | 11   | 17   | 21   | 16  | 14   | 7   | 12   | 12   | 12  | 17   | 13   | 12   | 17   | 9    | 11  | 19*  | 9   | 11   | 138    |
| 8    | DAMS                  | 1   | Abd. | Abd. | 10  | 7    | 17   | 12  | 15   | Abd. | Abd. | Np. | 19*  | Np. | 11   | 11   | 11  | 9    | 7    | 3    | Abd. | 18   | 13  | 14   | 19  | 17   | 115,5  |
| 8    | DAMS                  | 2   | 5    | 3    | 8   | 2    | 9    | Nc. | 8    | 1    | 15   | 7   | 9    | 10  | 6    | 10   | 7   | Dsq. | 17   | 17   | 10   | 8    | 9   | 12   | 8   | 3    | 115,5  |
| 9    | Campos Racing         | 9   | 15   | 8    | 9   | 6    | 13   | 19  | 13   | 8    | 3    | 3   | 18*  | 18  | 13   | 17   | 13  | 7    | Abd. | 13   | 6    | 4*   | 10  | 17*  | 14  | Abd. | 48     |
| 9    | Campos Racing         | 10  | 16   | 15   | 20  | 17   | 15   | 21  | 21   | 15   | 20   | 19  | 16   | 20  | Abd. | 15   | 21  | 14   | 18   | 16   | 16   | Abd. | 21  | 18*  | 22  | 19   | 48     |
| 10   | BWT HWA Racelab       | 16  | Abd. | 18   | Np. | 16   | Abd. | 14  | 18   | 11   | 19   | 11  | 12   | 16  | 16   | 8    | 17  | 16   | 8    | 20   | 15   | 12   | 22  | 10   | 13  | 20   | 13     |
| 10   | BWT HWA Racelab       | 17  | 6    | Abd. | 21  | 15   | 11   | 10  | 19   | 18   | 16   | 20  | Abd. | 19  | 18   | 14   | 18  | 12   | Abd. | Abd. | 12   | Abd. | 18  | Abd. | 18  | 21   | 13     |
| 11   | Trident               | 22  | 10   | 12   | 15  | 18   | Abd. | 17  | Abd. | 16   | 18   | 15  | Abd. | 12  | 8    | Abd. | 19  | 10   | 15   | 10   | Abd. | 19   | 15  | 9    | 20  | 15   | 6      |
| 11   | Trident               | 23  | Abd. | 17   | 16  | Abd. | Abd. | 20  | 20   | 12   | 17   | 17  | 15   | 21  | 14   | Abd. | 20  | 13   | 14   | 8    | 13   | 15   | 20  | 11   | 17  | 16   | 6      |
| Pos. | Écurie                | No. | AUT  | AUT  | STY | STY  | HON  | HON | GBR  | GBR  | 70   | 70  | ESP  | ESP | BEL  | BEL  | ITA | ITA  | TOS  | TOS  | RUS  | RUS  | BAH | BAH  | SAK | SAK  | Points |

| Couleur  | Résultat                                                                                         |
| -------- | ------------------------------------------------------------------------------------------------ |
| Or       | Vainqueur                                                                                        |
| Argent   | 2e place                                                                                         |
| Bronze   | 3e place                                                                                         |
| Vert     | Classé dans les points                                                                           |
| Bleu     | Classé hors des points Non classé (Nc.)                                                          |
| Violet   | Abandon (Abd.)                                                                                   |
| Rouge    | Non qualifié (Nq.) Non pré-qualifié (Npq.)                                                       |
| Noir     | Disqualifié (Dsq.)                                                                               |
| Blanc    | Non partant (Np.) Forfait (Forf.) Suspendu (Susp.) Course annulée (A.)                           |
| Gras     | Pole position                                                                                    |
| Italique | Meilleur tour en course                                                                          |
| *        | Le pilote a abandonné mais est classé pour avoir parcouru plus de 90 % de la distance de course. |
| +        | Résultat en course Sprint (si arrivée dans les points).                                          |